# Vitrinella williamsoni
Vitrinella williamsoni är en snäckart som beskrevs av Dall 1892. Vitrinella williamsoni ingår i släktet Vitrinella och familjen Vitrinellidae. Inga underarter finns listade i Catalogue of Life.